# Aubin (Pyrénées-Atlantiques)
Pour les articles homonymes, voir Aubin.
Aubin est une commune française, située dans le département des Pyrénées-Atlantiques en région Nouvelle-Aquitaine.

## Géographie

### Localisation
La commune d'Aubin se trouve dans le département des Pyrénées-Atlantiques, en région Nouvelle-Aquitaine.
Elle se situe à 21 km par la route de Pau, préfecture du département, et à 11 km de Serres-Castet, bureau centralisateur du canton des Terres des Luys et Coteaux du Vic-Bilh dont dépend la commune depuis 2015 pour les élections départementales.
La commune fait en outre partie du bassin de vie de Pau.
Les communes les plus proches sont : 
Bournos (2,2 km), Momas (2,6 km), Caubios-Loos (2,8 km), Doumy (3,2 km), Lonçon (3,4 km), Viven (4,4 km), Mazerolles (4,5 km), Sauvagnon (4,6 km).
Sur le plan historique et culturel, Aubin fait partie de la province du Béarn, qui fut également un État et qui présente une unité historique et culturelle à laquelle s’oppose une diversité frappante de paysages au relief tourmenté.

### Communes limitrophes
Les communes limitrophes sont  Bournos, Caubios-Loos, Momas et Uzein.
|       |       | Bournos      |
| Momas | Aubin |              |
|       | Uzein | Caubios-Loos |

### Hydrographie

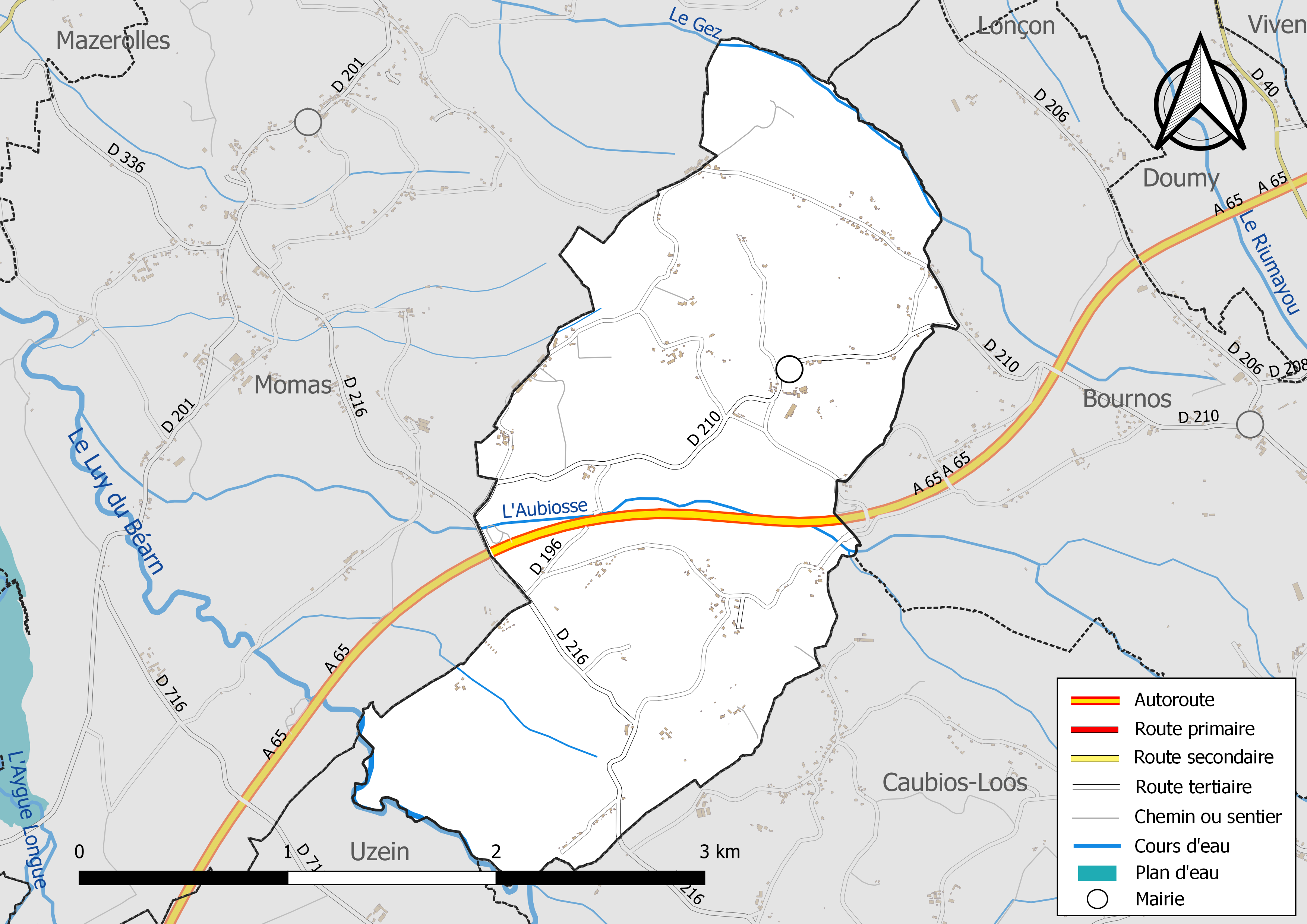
Réseaux hydrographique et routier d'Aubin.

La commune est drainée par le Luy du Béarn, L'Aubiosse, le Gez et par divers petits cours d'eau, constituant un réseau hydrographique de 4 km de longueur totale,.
Le Luy du Béarn, d'une longueur totale de 76,6 km, prend sa source dans la commune d'Andoins et s'écoule du sud-est vers le nord-ouest. Il traverse la commune et se jette dans le Luy à Gaujacq, après avoir traversé 30 communes.

### Climat
Pour des articles plus généraux, voir Climat de la Nouvelle-Aquitaine et Climat des Pyrénées-Atlantiques.
Historiquement, la commune est exposée à un climat de montagne.  
En 2020, Météo-France publie une typologie des climats de la France métropolitaine dans laquelle la commune est toujours exposée à un climat de montagne et est dans la région climatique Pyrénées atlantiques, caractérisée par une pluviométrie élevée (>1 200 mm/an) en toutes saisons, des hivers très doux (7,5 °C en plaine) et des vents faibles.
Pour la période 1971-2000, la température annuelle moyenne est de 13,2 °C, avec une amplitude thermique annuelle de 14,3 °C. Le cumul annuel moyen de précipitations est de 1 212 mm, avec 11,7 jours de précipitations en janvier et 8,3 jours en juillet. Pour la période 1991-2020, la température moyenne annuelle observée sur la station météorologique la plus proche, située sur la commune d'Uzein à 4,79 km à vol d'oiseau, est de 13,7 °C et le cumul annuel moyen de précipitations est de 1 093,8 mm,. Pour l'avenir, les paramètres climatiques de la commune estimés pour 2050 selon différents scénarios d’émission de gaz à effet de serre sont consultables sur un site dédié publié par Météo-France en novembre 2022.

### Milieux naturels et biodiversité
Aucun espace naturel présentant un intérêt patrimonial n'est recensé sur la commune dans l'inventaire national du patrimoine naturel,,.

## Urbanisme

### Typologie
Au 1er janvier 2024, Aubin est catégorisée commune rurale à habitat dispersé, selon la nouvelle grille communale de densité à sept niveaux définie par l'Insee en 2022.
Elle est située hors unité urbaine. Par ailleurs la commune fait partie de l'aire d'attraction de Pau, dont elle est une commune de la couronne,. Cette aire, qui regroupe 227 communes, est catégorisée dans les aires de 200 000 à moins de 700 000 habitants,.

### Occupation des sols

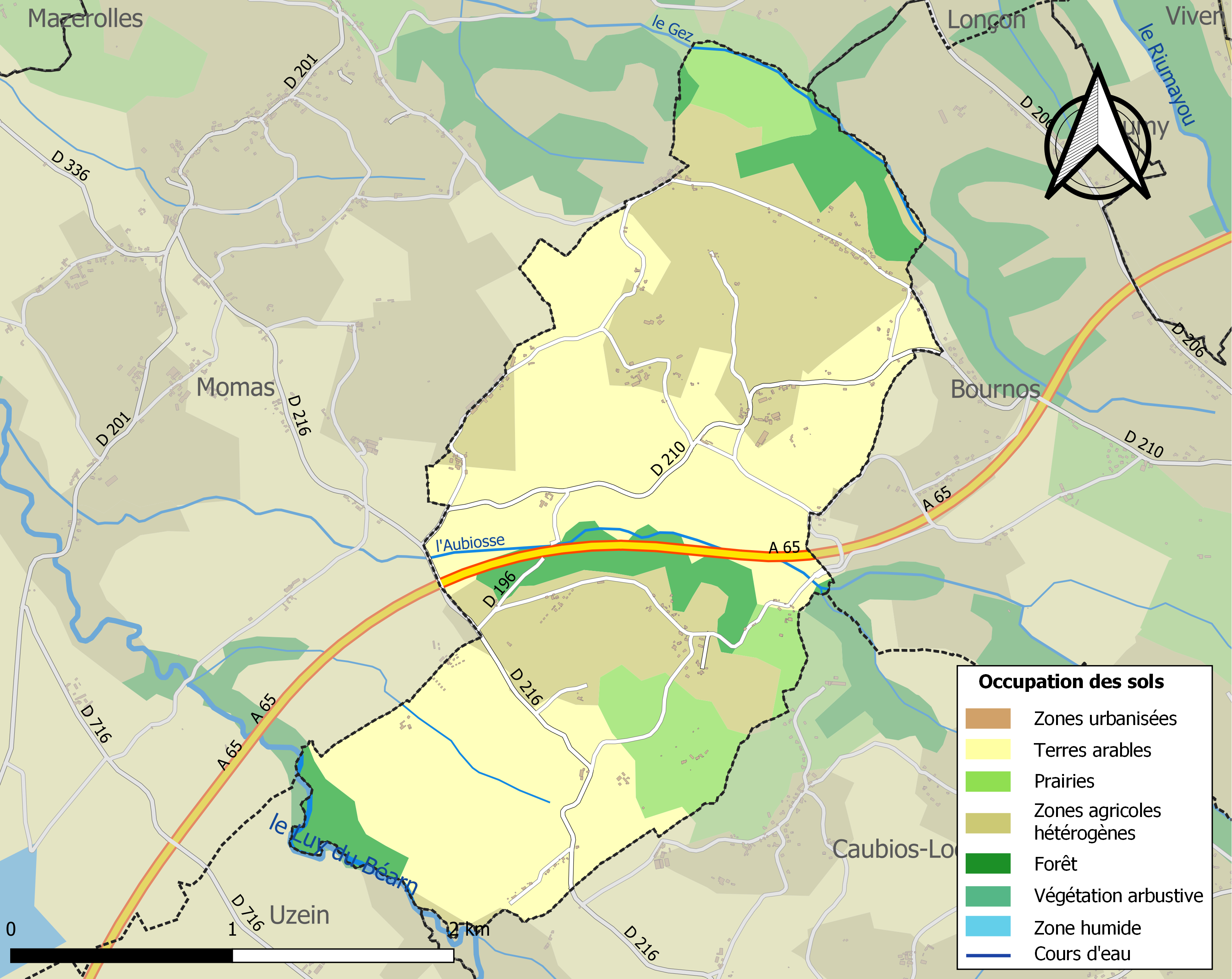
Carte des infrastructures et de l'occupation des sols de la commune en 2018 (CLC).

L'occupation des sols de la commune, telle qu'elle ressort de la base de données européenne d’occupation biophysique des sols Corine Land Cover (CLC), est marquée par l'importance des territoires agricoles (90,2 % en 2018), une proportion identique à celle de 1990 (90,2 %). La répartition détaillée en 2018 est la suivante : 
terres arables (49,3 %), zones agricoles hétérogènes (32,4 %), forêts (9,8 %), prairies (8,6 %). L'évolution de l’occupation des sols de la commune et de ses infrastructures peut être observée sur les différentes représentations cartographiques du territoire : la carte de Cassini (XVIIIe siècle), la carte d'état-major (1820-1866) et les cartes ou photos aériennes de l'IGN pour la période actuelle (1950 à aujourd'hui).

### Lieux-dits et hameaux
- Baradat[6]
- Bas[6]
- Bousquet[6]
- Brunet[6]
- Cabet[6]
- Cambatu[23]
- Carou[6]
- Castet-Bieilh[24],[6]
- Cazaux (ruines)[6]
- Combatu[6]
- Dufau[6]
- Guichot[6]
- Lacoste[6]
- Lafitte[6]
- Larquier[6]
- Lasalle[6]
- Loulet[6]
- Loustau[6]
- Maribat[6]
- Maupas[6]
- Maysounave[6]
- Plaisance[6]
- le Pouthiau[6]
- Prué[6]
- Soubette[6]
- Tournemouly[6]
- Turon[6]

### Voies de communication et transports
La commune est desservie par les routes départementales D 210 et D 216.

### Risques majeurs
Le territoire de la commune d'Aubin est vulnérable à différents aléas naturels : météorologiques (tempête, orage, neige, grand froid, canicule ou sécheresse) et séisme (sismicité modérée). Un site publié par le BRGM permet d'évaluer simplement et rapidement les risques d'un bien localisé soit par son adresse soit par le numéro de sa parcelle.

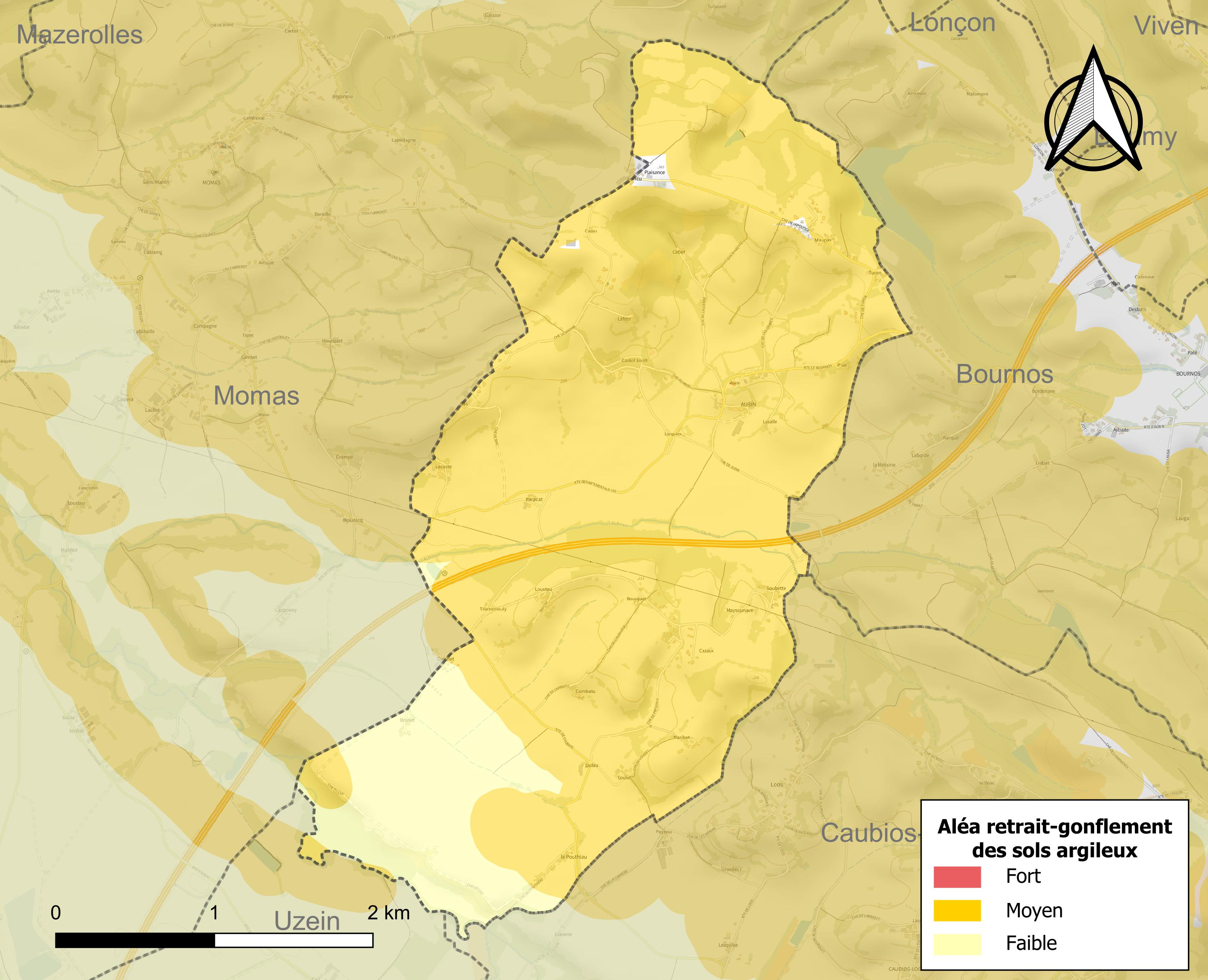
Carte des zones d'aléa retrait-gonflement des sols argileux d'Aubin.

Le retrait-gonflement des sols argileux est susceptible d'engendrer des dommages importants aux bâtiments en cas d’alternance de périodes de sécheresse et de pluie. 87,3 % de la superficie communale est en aléa moyen ou fort (59 % au niveau départemental et 48,5 % au niveau national). Depuis le 1er octobre 2020, en application de la loi ELAN, différentes contraintes s'imposent aux vendeurs, maîtres d'ouvrages ou constructeurs de biens situés dans une zone classée en aléa moyen ou fort,.
La commune a été reconnue en état de catastrophe naturelle au titre des dommages causés par les inondations et coulées de boue survenues en 1982 et 2009.

## Toponymie
Le toponyme Aubin apparaît sous les formes 
Sanctus Genumer de Albii (1101, cartulaire de Lescar), 
Aubii (XIe – XIVe siècle, Anciens Fors),
Elben (XIIIe siècle, fors de Béarn), 
Aubii (1385, censier de Béarn) et 
Aubin sur la carte de Cassini (fin XVIIIe siècle).
Michel Grosclaude propose comme étymologie le nom d'homme latin Albius augmenté du suffixe -inum (Albinum), l'ensemble signifiant « domaine d'Albius ».
Son nom béarnais est Aubin ou Aubî.

## Histoire
Paul Raymond note qu'en 1385, Aubin comptait dix-sept feux et dépendait du bailliage de Pau. Bournos était alors une annexe de la paroisse d'Aubin, ancien archiprêtré du diocèse de Lescar.

## Politique et administration

### Liste des maires
| Période                                  | Période  | Identité     | Étiquette | Qualité |
| ---------------------------------------- | -------- | ------------ | --------- | ------- |
| Les données manquantes sont à compléter. |          |              |           |         |
| 1995                                     | En cours | Serge Lupiet |           |         |

### Intercommunalité
Aubin fait partie de quatre structures intercommunales :
- la communauté de communes des Luys en Béarn ;
- le syndicat d'énergie des Pyrénées-Atlantiques ;
- le syndicat intercommunal d’alimentation en eau potable Luy - Gabas -Lées ;
- le syndicat intercommunal d'Aubin - Doumy - Bournos.

## Population et société

### Démographie
Le nom des habitants est Aubinois.
L'évolution du nombre d'habitants est connue à travers les recensements de la population effectués dans la commune depuis 1793. Pour les communes de moins de 10 000 habitants, une enquête de recensement portant sur toute la population est réalisée tous les cinq ans, les populations de référence des années intermédiaires étant quant à elles estimées par interpolation ou extrapolation. Pour la commune, le premier recensement exhaustif entrant dans le cadre du nouveau dispositif a été réalisé en 2004.

En 2022, la commune comptait 266 habitants, en évolution de +16,67 % par rapport à 2016 (Pyrénées-Atlantiques : +3,78 %, France hors Mayotte : +2,11 %).
| 1793 | 1800 | 1806 | 1821 | 1831 | 1836 | 1841 | 1846 | 1851 |
| ---- | ---- | ---- | ---- | ---- | ---- | ---- | ---- | ---- |
| 308  | 282  | 277  | 370  | 382  | 368  | 350  | 365  | 352  |

| 1856 | 1861 | 1866 | 1872 | 1876 | 1881 | 1886 | 1891 | 1896 |
| ---- | ---- | ---- | ---- | ---- | ---- | ---- | ---- | ---- |
| 351  | 306  | 286  | 268  | 270  | 244  | 218  | 208  | 191  |

| 1901 | 1906 | 1911 | 1921 | 1926 | 1931 | 1936 | 1946 | 1954 |
| ---- | ---- | ---- | ---- | ---- | ---- | ---- | ---- | ---- |
| 196  | 176  | 170  | 151  | 156  | 156  | 153  | 123  | 121  |

| 1962 | 1968 | 1975 | 1982 | 1990 | 1999 | 2004 | 2006 | 2009 |
| ---- | ---- | ---- | ---- | ---- | ---- | ---- | ---- | ---- |
| 115  | 113  | 110  | 159  | 199  | 183  | 214  | 216  | 252  |

| 2014 | 2019 | 2022 | - | - | - | - | - | - |
| ---- | ---- | ---- | - | - | - | - | - | - |
| 236  | 260  | 266  | - | - | - | - | - | - |

Aubin fait partie de l'aire d'attraction de Pau.

### Enseignement
Aubin dispose d'une école primaire, qu'elle met en commun avec Bournos, Auga et Doumy au sein d'un regroupement pédagogique intercommunal.

## Culture locale et patrimoine

### Lieux et monuments

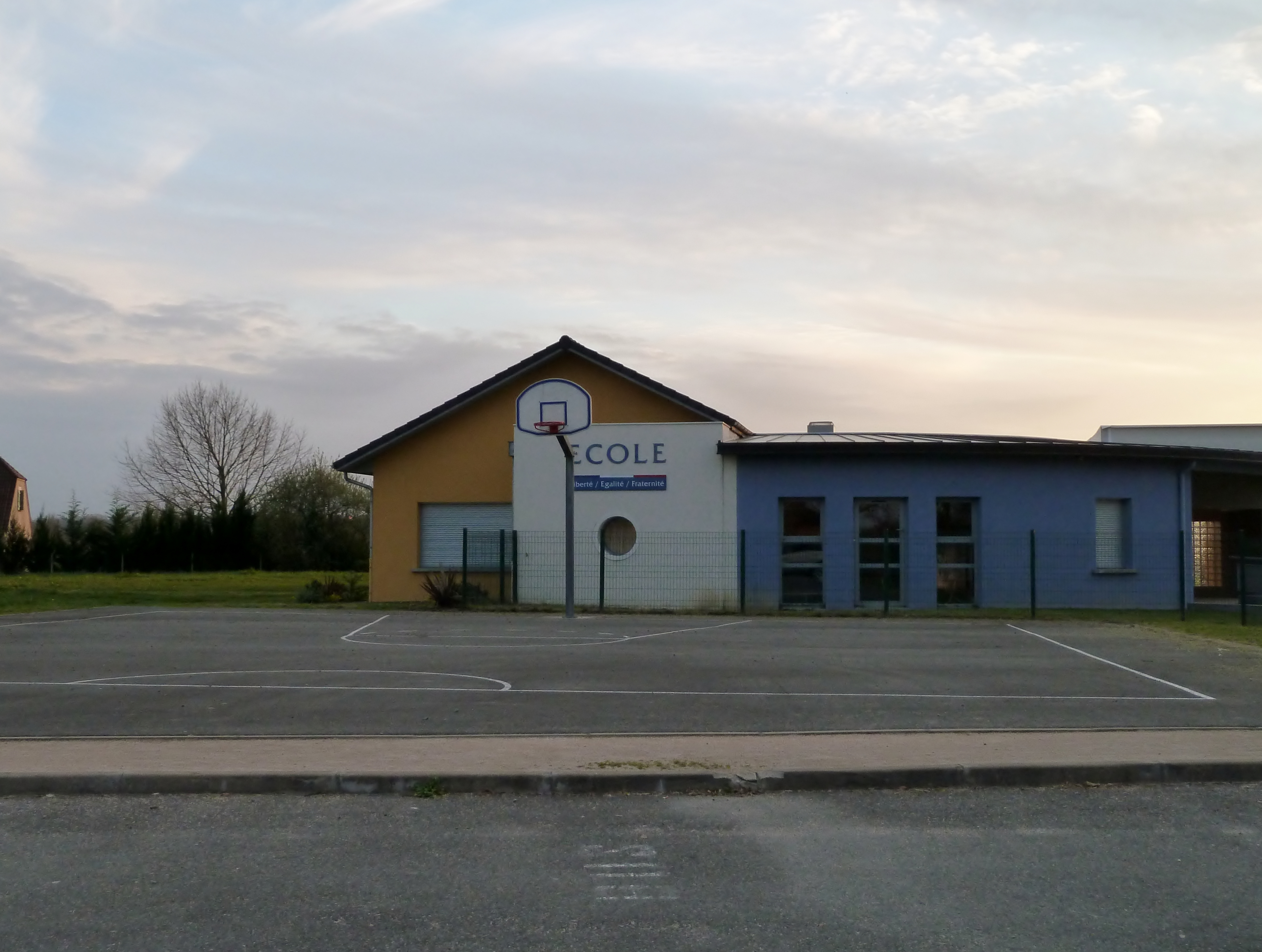
L'école.
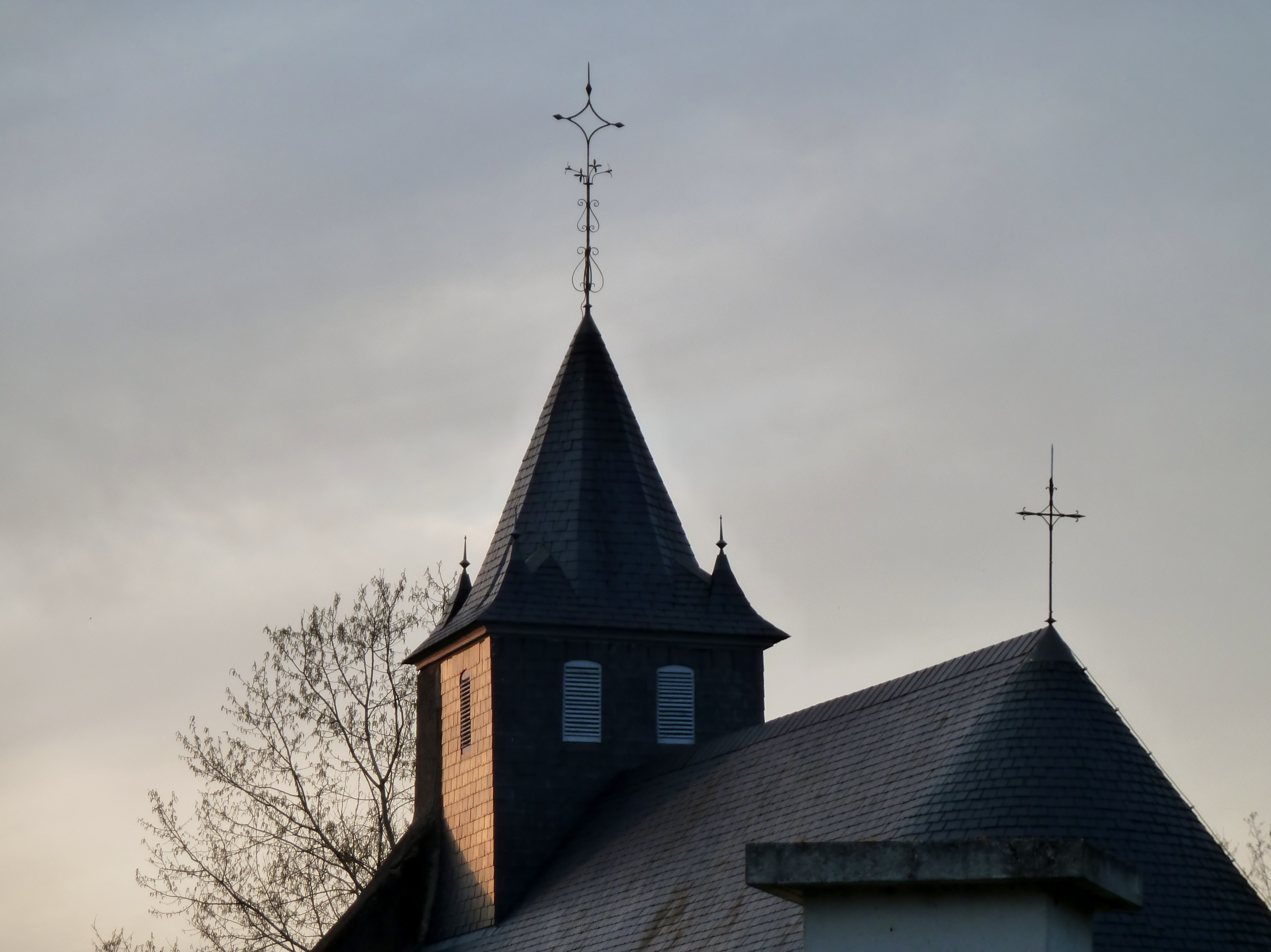
L'église Saint-Jean-Baptiste.

#### Patrimoine civil
Les vestiges d'un ensemble fortifié, datant du haut Moyen Âge, témoignent du passé ancien de la commune.
Aubin présente un ensemble de fermes et de demeures, du XVIIe siècle, inscrites à l'Inventaire général du patrimoine culturel.

#### Patrimoine religieux
L'église Saint-Germain-d'Auxerre date partiellement du XIIe siècle. Elle recèle une peinture murale, du mobilier (lutrin; chaire à prêcher, autels et mobilier d'autel, et confessionnal) et cinq stèles discoïdales, inscrits à l'Inventaire général du patrimoine culturel.

## Pour approfondir